# Rock Cup
La Rock Cup (en català Copa de la Roca) és la principal copa de futbol de Gibraltar, essent organitzada per l'Associació de Futbol de Gibraltar des del 1895. El campió de la Rock Cup de 2014 havia de ser el primer equip gibraltarenc a participar en la Lliga Europa de la UEFA, però la victòria del Lincoln Red Imps, que també s'havia adjudicat el títol de lliga, classificant-se així per la Lliga de Campions, va provocar que el finalista de la competició, el College Europa FC, es classifiqués per la Lliga Europa 2014-15.

## Format
Els equips participants en la Rock Cup són tots aquells classificats per disputar la primera i la segona divisió de la lliga gibraltarenya. Fins al 2015, la selecció nacional sub-15 de Gibraltar també hi participava, però actualment ja no disputa aquesta competició. El format és per eiliminatòries, amb un partit per eliminatòria. Els equips de la segona divisió entren a la primera ronda, mentre que els equips de la primera divisió entren a la segona. El 2014, el president de la UEFA, Michel Platini, va fer entrega del trofeu als guanyadors.

## Campions
Campions per ordre cronològic.
GFA Senior Challenge Cup/Merchants' Cup
- 1894–95:  Gibraltar FC
- 1896–97:  Jubilee FC
- 1897–98:  Jubilee FC
- 1898–99:  Albion FC
- 1899–00:  Exiles FC
- 1900–01:  Prince of Wales FC
- 1901–02:  Exiles FC
- 1902–03:  Prince of Wales FC
- 1903–04:  Prince of Wales FC
- 1904–05:  Athletic FC
- 1905–06:  Prince of Wales FC
- 1906–07: desconegut
- 1907–08:  Britannia XI
- 1908–26: desconegut
- 1926–27:  Europa FC
- 1927–33: desconegut
- 1933–34:  Electricity Department[4]

GFA Senior Cup
- 1948–49:  Gibraltar United
- 1951–52:  Britannia XI
- 1953–54:  Britannia XI
- 1954–55:  Gibraltar United
- 1955–56:  St Joseph's
- 1956–57:  Britannia XI
- 1957–58:  Europa FC
- 1958–59:  Europa FC
- 1959–60:  Gibraltar United

Rock Cup/Rock Challenge Cup
- 1935–36:  HMS Hood (1)
- 1936–37:  Britannia XI (1)
- 1937–38:  Europa FC (1)
- 1938–39:  2nd Battalion [a] (1)
- 1939–40:  Britannia XI (2)
- 1940–41: no es disputà
- 1941–42:  A.A.R.A. [b] (1)
- 1942–43:  R.A.F. New Camp [c] (1)
- 1943–44:  4th Btallion Royal Scott (1)
- 1945–46:  Europa FC (2)
- 1946–47:  Gibraltar United (1)
- 1947–48:  Britannia XI (3)
- 1948–49:  Prince of Wales FC (1)
- 1949–50:  Europa FC (3)
- 1950–51:  Europa FC (4)
- 1951–52:  Europa FC (5)
- 1953–55: desconegut
- 1955–56:  St Joseph's (1)
- 1956–58: desconegut
- 1958–59:  Gibraltar United (2)
- 1959–73: desconegut
- 1973–74:  Manchester United Reserve (1)
- 1974–75:  Glacis United (1)
- 1975–76:  2nd Battalion RGJ [d] (1)
- 1976–77:  Manchester United (2)
- 1977–78:  St Jago United (1)
- 1978–79:  St Joseph's (2)
- 1979–80:  Manchester United (3)
- 1980–81:  Glacis United (2)
- 1981–82:  Glacis United (3)
- 1982–83:  St Joseph's (3)
- 1983–84:  St Joseph's (4)
- 1984–85:  St Joseph's (5)
- 1985–86:  Lincoln (1)
- 1986–87:  St Joseph's (6)
- 1987–88:  Royal Air Force Gibraltar (1)
- 1988–89:  Lincoln Reliance (2)
- 1989–90:  Lincoln (3)
- 1990–91: desconegut
- 1991–92:  St Joseph's (7)
- 1992–93:  Lincoln (4)
- 1993–94:  Lincoln (5)
- 1994–95:  St Theresa's (1)
- 1995–96:  St Joseph's (8)
- 1996–97:  Glacis United (4)
- 1997–98:  Glacis United (5)
- 1998–99:  Gibraltar United (3)
- 1999–00:  Gibraltar United (4)
- 2000–01:  Gibraltar United (5)
- 2001–02:  Lincoln (6)
- 2002–03:  Manchester United (4)
- 2003–04:  Newcastle (7)[e]
- 2004–05:  Newcastle (8)[e]
- 2005–06:  Newcastle (9)[e]
- 2006–07:  Newcastle (10)[e]
- 2007–08:  Lincoln (11)
- 2008–09:  Lincoln (12)
- 2009–10:  Lincoln (13)
- 2010–11:  Lincoln (14)
- 2011–12:  St Joseph's (9)
- 2012–13:  St Joseph's (10)
- 2013–14:  Lincoln (15)
- 2014–15:  Lincoln (16)
- 2015–16:  Lincoln (17)
- 2016–17:  Europa FC (6)
- 2017–18:  Europa FC (7)
- 2018–19:  Europa FC (8)
- 2019–20: Abandonat pel COVID-19
- 2020–21:  Lincoln (18)
- 2021–22:  Lincoln (19)
- 2022–23:  Bruno's Magpies (1)
- 2023–24:  Lincoln (20)

## Palmarès

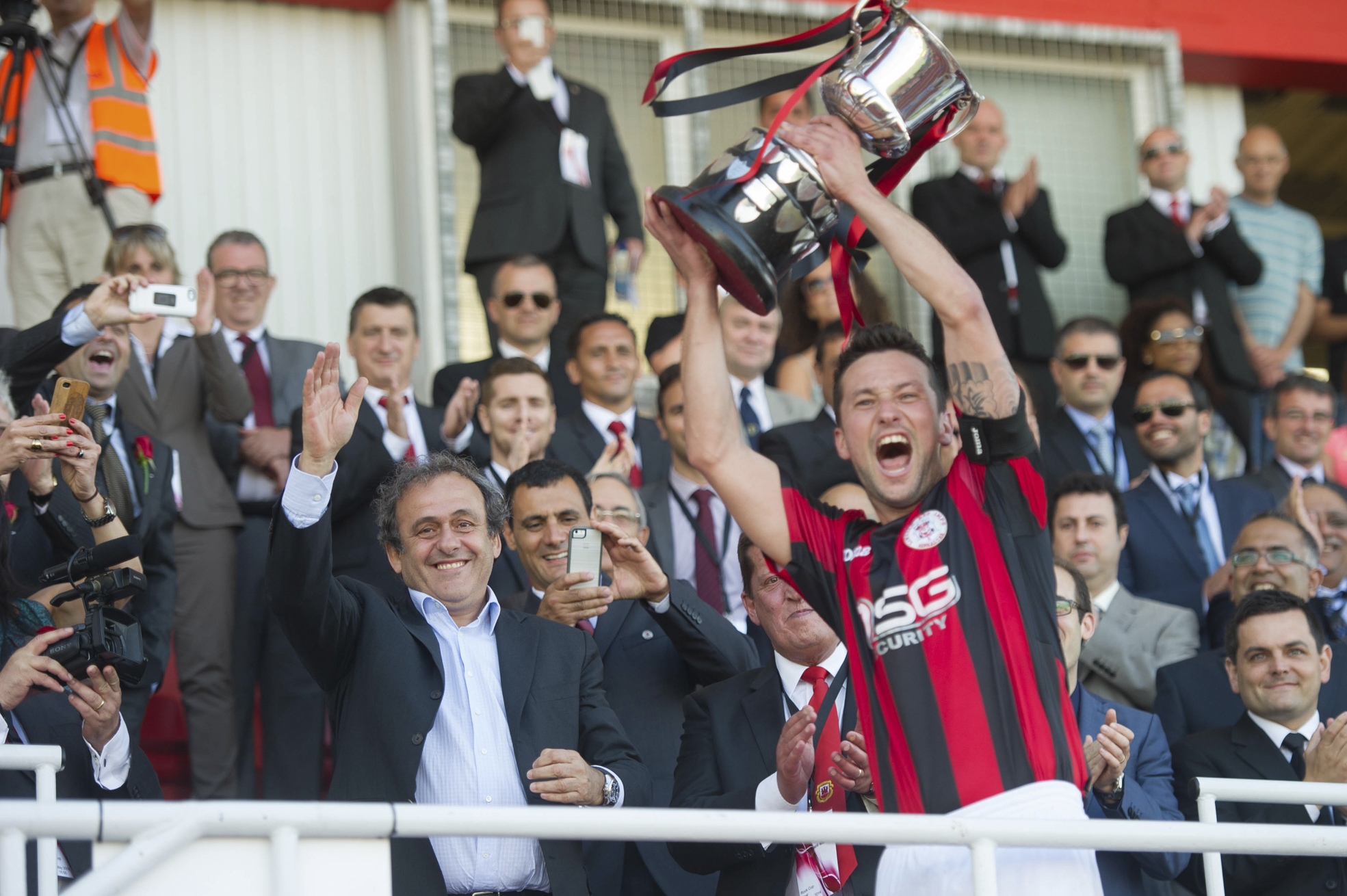
Daniel Duarte aixeca la Rock Cup el 2014.

| Equip                             | Títols | Darrera victòria |
| --------------------------------- | ------ | ---------------- |
| Lincoln Red Imps                  | 20     | 2023-24          |
| St Joseph's                       | 10     | 2012–13          |
| Europa                            | 8      | 2018–19          |
| Glacis United                     | 5      | 1997–98          |
| Gibraltar United                  | 4      | 2000–01          |
| Manchester 62                     | 4      | 2002–03          |
| Britannia XI                      | 3      | 1947–48          |
| Gibraltar                         | 1      | 1894–95          |
| HMS Hood                          | 1      | 1935–36          |
| 2nd Battalion The King's Regiment | 1      | 1938–39          |
| A.A.R.A.                          | 1      | 1941–42          |
| RAF New Camp                      | 1      | 1942–43          |
| 4th Btallion Royal Scott          | 1      | 1943–44          |
| Prince of Wales                   | 1      | 1948–49          |
| 2nd Battalion RGJ                 | 1      | 1975–76          |
| RAF Gibraltar                     | 1      | 1987–88          |
| St Theresa's                      | 1      | 1994–95          |
| Bruno's Magpies                   | 1      | 2022-23          |